# 타이탄 미디어
타이탄 미디어(Titan Media)는 샌프란시스코에 본사를 둔 미국의 게이 포르노 제작사이다. 1995년 브루스 캠에 의해 설립되었다.